# Verseg, Pesta
Verseg  este un sat în districtul Aszód, județul Pesta, Ungaria, având o populație de 1.403 locuitori (2011). 

## Demografie
Componența etnică a satului Verseg
     Maghiari (92,23%)
     Romi (6,74%)
     Alții (1,03%)
Componența confesională a satului Verseg
     Romano-catolici (72,49%)
     Reformați (4,78%)
     Fără religie (3,35%)
     Necunoscută (17,25%)
     Alte religii (2,85%)
Conform recensământului din 2011, satul Verseg avea 1.403 locuitori. Din punct de vedere etnic, majoritatea locuitorilor (92,23%) erau maghiari, cu o minoritate de romi (6,74%).  Din punct de vedere confesional, majoritatea locuitorilor (72,49%) erau romano-catolici, existând și minorități de reformați (4,78%) și persoane fără religie (3,35%). Pentru 17,25% din locuitori nu este cunoscută apartenența confesională.